# Louis Gérard-Varet
Louis Gérard-Varet est un homme politique français né le 20 août 1860 à Paris et décédé le 14 novembre 1944 à Semur-en-Auxois (Côte-d'Or).
Agrégé de philosophie et docteur es lettres, il enseigne en lycée, puis en 1899, à la faculté de lettres de Dijon. Il est député de la Côte-d'Or de 1906 à 1910, inscrit au groupe Radical-socialiste. Battu en 1910, il devient recteur de l'Académie de Rennes, jusqu'à sa retraite en 1930.

## Sources
- « Louis Gérard-Varet », dans le Dictionnaire des parlementaires français (1889-1940), sous la direction de Jean Jolly, PUF, 1960 [détail de l’édition]